# Лазар Петровић
Лазар Петровић (Башино Село код Велеса, 10. март 1855 — Београд, 29. мај / 11. јун 1903) је био српски генерал из времена Краљевине Србије, професор Војне академије и први ађутант краља Александра Обреновића. Убијен је у Мајском преврату 29. маја / 11. јуна 1903. године.

## Биографија
По завршетку 5. разреда гимназије у Крагујевцу и Београду, ступио је у Артиљеријску школу (Војну академију), у октобру 1871. (10. класа). Академију је завршио 10. августа 1875. године, као шести у рангу од деветнаест питомаца.
До 1876. године, био је водник у 1. пешадијском пуку. У Првом српско-турском рату налазио се на дужности ордонанс-официра Западноморавске дивизије. Године 1877. унапређен је у командира чете. У Другом српско-турском рату био је ађутант и шеф Штаба Чачанске бригаде 1. класе. По завршетку рата постао је ађутант 1. пешадијског пука. Од 1879. био је на дужности командира 2. чете 2. батаљона. Са овог положаја, у априлу 1881, премештен је за кнежевог ордонанс-официра, истовремено вршећи дужности командира 1. чете 8. батаљона. На том положају остао је до септембра 1885, када је унапређен за команданта 19. батаљона. Као командант овог батаљона учествовао је у Српско-бугарском рату.
У априлу 1887. поднео оставку на војну службу, те је премештен за начелника Неготинског округа. Маја 1889. реактивиран је као интендант 4. класе, а у октобру исте године додељена му је команда над 7. батаљоном. На овом положају налазио се до јануара 1890. када је због дисциплинске казне стављен у недејство. После четири месеца враћен је у војну службу и постављен за вршиоца дужности начелника Штаба Пешадијске инспекције. Ову дужност, поред осталих, вршио је до 1894. Јуна 1891. постављен је за команданта 12. батаљона и вршиоца дужности команданта Шумадијског пешадијског пука. Одатле је у септембру 1892. именован за команданта пешадијске Подофицирске школе, а у марту 1895. унапређен је за команданта Дунавског пешадијског пука. Ове дужности разрешен у октобру исте године. Почетком 1896. био је на месту вршиоца дужности команданта 7. батаљона.
Наредне две године, 1897 — 1898, био је на дужности краљевог ађутанта, а потом је у марту 1898. послат као војни изасланик у Цариград. По повратку, од 1901. до погибије, 1903. године, поново је био на дужности првог краљевог ађутанта.
Поред редовних дужности био је и професор Војне академије, где је од 1. октобра 1894. до 5. августа 1896. предавао тактику. У истом периоду био је и члан Академског савета ове установе. Више година: 1889, 1892, 1893. и 1895. био је члан испитних комисија за ниже и више официре.
Оженио се Анком кћерком Димитрија Јоксића, бившег секретара Двора. Имао је петоро деце, три сина и две кћерке.

### Погибија
Када су за време Мајског преврата официри продрли у дворски комплекс у Београду, генерал Петровић је био заробљен у згради дворске страже. Пошто потрага за краљевским паром није успевала сатима, официри су по савету пуковника Александра Машина наредили да Петровић покаже где се сакрио краљевски пар. Он је то вешто одбијао, али је један официр после извесног времена успео да пронађе скровиште, после чега су официри отворили тајни улаз. Различити извори нису јасни по питању Петровићеве улоге: једни верују да је он до краја одбио да изда краљевски пар, а други да је управо он позвао Обреновиће да изађу. Неколико тренутака касније, официри су отворили ватру и убили краљевски пар. Петровић је наводно покушао да се сам обрачуна са завереницима, али је пре испаљеног метка пао погођен куршумом у главу.

## Унапређење у чинове[а]
| Питомац Каплар | Питомац Поднаредник | Питомац Наредник | Потпоручник      | Поручник          | Капетан Друге класе |
| -------------- | ------------------- | ---------------- | ---------------- | ----------------- | ------------------- |
|                |                     |                  |                  |                   |                     |
| 1872.          | 1873.               | 1874.            | 10. август 1875. | 10. октобар 1876. | 22. мај 1881.       |

| Капетан Прве класе | Мајор         | Потпуковник     | Пуковник        | Генерал             |
| ------------------ | ------------- | --------------- | --------------- | ------------------- |
|                    |               |                 |                 |                     |
| 2. август 1883.    | 24. мај 1889. | 2. август 1893. | 2. август 1898. | 21. септембар 1901. |

## Одликовања

### Домаћа одликовања
- Орден Милоша Великог 3. и 4. реда
- Орден белог орла 4. и 5. реда
- Орден Таковског крста са мачевима 3, 4. и 5. реда
- Орден Таковског крста 1, 3. и 4. реда

### Инострана одликовања
- Орден Франца Јозефа 4. реда, Аустроугарска
- Орден Италијанске круне 2. реда, Италија
- Орден Заслуга за Пруску круну 1. степена, Немачка
- Орден Румунске круне 3. и 4. реда, Румунија
- Орден Легије части 4. и 5. реда, Француска
- Орден Калакуе 4. реда, Хаваји
- Орден Данила I, 1. степена, Црна Гора